# Miss Europa 2001
Miss Europa 2001 è la cinquantacinquesima edizione del concorso di bellezza Miss Europa, e si è svolto a Beirut, in Libano il 29 dicembre 2001. Vincitrice del concorso alla fine dell'evento è risultata la francese Élodie Gossuin.

## Risultati

### Piazzamenti
| Risultato        | Concorrente |
| ---------------- | --- |
| Miss Europa 2001 | - Francia - Élodie Gossuin |
| 2ª classificata  | - Polonia - Adriana Gerczew |
| 3ª classificata  | - Croazia - Karla Milinovic |
| 4ª classificata  | - Turchia - Hatice Sendil |
| 5ª classificata  | - Spagna - Verónica Martín García |
| Semifinaliste    | - Armenia - Irina Tovmasian - Bielorussia - Alesya Shmigel'skaya - Finlandia - Susanna Tervaniemi - Grecia - Eleftheria Pantelidaki - Islanda - Íris Björk Árnadóttir - Moldavia - Yuliya Shavelyeva - Romania - Corina Nicoleta Tulan - Russia - Oksana Kalandyrets - Slovacchia - Lucia Pilkova - Ucraina - Kseniya Kuz'menko |

### Riconoscimenti speciali
| Riconoscimento  | Concorrente                   |
| --------------- | ----------------------------- |
| Miss Amity      | - Cipro - Despina Romanaki    |
| Miss Photogenic | - Russia - Oksana Kalandyrets |

## Concorrenti
- Albania - Gentiana Ramadania
- Armenia - IrinaTovmasian
- Belgio - Ann Van Elsen
- Bielorussia - Alesya Shmigel'skaya
- Bosnia ed Erzegovina - Sanja Plese
- Cipro - Despina Romanaki
- Croazia - Karla Milinovic
- Danimarca - Mary Nordman
- Estonia - Ragne Sinikas
- Finlandia - Susanna Tervaniemi
- Francia - Élodie Gossuin
- Georgia - Ana Ashvetiya
- Germania - Katharina Berndt
- Grecia - Eleftheria Pantelidaki
- Islanda - Íris Björk Árnadóttir
- Jugoslavia - Nevena Djordjevic
- Lettonia - Julija Djadenko
- Macedonia - Maja Georgieva
- Malta - Loredana Zammit
- Moldavia - Yuliya Shavelyeva
- Paesi Bassi - Irena Pantelic
- Polonia - Adriana Gerczew
- Rep. Ceca - Ema Cernakova
- Romania - Corina Nicoleta Tulan
- Russia - Oksana Kalandyrets
- San Marino - Marzia Bellesso
- Slovacchia - Lucia Pilkova
- Slovenia - Anja Slatinsek
- Spagna - Verónica Martín Garcí
- Svezia - Elisabeth Halle
- Turchia - Hatice Sendil
- Ucraina - Kseniya Kuz'menko
- Ungheria - Palma Perenyi